# Флаг Варениковского сельского поселения
Флаг муниципального образования Варениковское сельское поселение Крымского района Краснодарского края Российской Федерации — опознавательно-правовой знак, служащий официальным символом муниципального образования.
Флаг утверждён 22 сентября 2011 года решением Совета Варениковского сельского поселения № 101 и внесён в Государственный геральдический регистр Российской Федерации с присвоением регистрационного номера 7367.

## Описание
«Прямоугольное полотнище с отношением ширины к длине 2:3, воспроизводящее композицию герба Варениковского сельского поселения Крымского района в зелёном, синем (голубом), жёлтом и белом цветах».
Геральдическое описание герба гласит: «В зелёном поле над золотой зубчатой стеной положенной в опрокинутое стропило, ниже которой поле лазоревое — серебряный Святой Георгий верхом, без шлема, с щитом, обременённым лазоревым древне-якорным крестом с перекрестьем в виде вогнутого ромба, поражающий в пасть серебряным копьём, древко которого завершено державой, и топчущий конём опрокинутого золотого змея с крыльями; вверху по сторонам Святой Георгий сопровождён золотыми гроздьями винограда с листьями».

## Обоснование символики
Флаг языком символов и аллегорий отражает исторические, культурные и экономические особенности сельского поселения.
Изображение всадника змееборца — Святого Георгия Победоносца символизирует мужество, отвагу. Святой Георгий Победоносец является покровителем станицы Варениковской и именем этого святого назван храм, построенный в станице.
Изображение крепостной стены с зубцами символизирует защиту, надёжность и указывает на Ново-Смолянский редут, который возглавлял черноморский войсковой старшина Алексей Васильевич Вареник. Со временем на месте редута были построены пристань, а позже крепость, названные в честь А. В. Вареника, погибшего в бою с воинствующими горцами. В 1862 году на этом месте образована одноимённая станица, куда переселились казаки Темрюкского юрта.
Изображение якорного креста аллегорически указывает на Варениковскую пристань, благодаря которой укреплялись торговые связи с горцами. Якорный крест символизирует христианство, отвагу, мужество и надежду.
Грозди винограда указывают на элитные сорта винограда, выращиваемые в уникальном климате, на благодатной земле поселения, а также аллегорически указывает и на предприятия по производству вина.
Зелёный цвет — символ плодородия, гор и лесов, природного изобилия, спокойствия, здоровья и вечного обновления.
Лазоревый (синий) цвет символизирует безупречность, добродетель, возвышенные устремления, волю, чистое небо, а также аллегорически указывает на реку Кубань, Варнавинский канал, реки Шуга и Чекупс.
Золото — символ урожая, богатства, стабильности, уважения и интеллекта, подчёркивает плодородие и достаток Варениковского сельского поселения.